# Žarko Tomašević
Žarko Tomašević (in serbo Жapкo Toмaшeвић?; Pljevlja, 22 febbraio 1990) è un calciatore montenegrino, difensore del Dečić.

## Carriera

### Club
Nel 2009 debutta da professionista con il Nacional, dopo aver militato nelle sue giovanili.

### Nazionale
Nel 2010 debutta con la nazionale montenegrina.

## Palmarès
- Campionato kazako: 1

Astana: 2019
- Supercoppa del Kazakistan: 3

Astana: 2020, 2023
Tobıl: 2022
- Coppa del Montenegro: 1

Dečić: 2024-2025